# Anthurium sarukhanianum
Anthurium sarukhanianum là một loài thực vật có hoa trong họ Ráy (Araceae). Loài này được Croat & Haager miêu tả khoa học đầu tiên năm 1991.